# Ashagy-Dashagyl
Ashagy-Dashagyl är en ort i Azerbajdzjan.   Den ligger i distriktet Şəki Rayonu, i den centrala delen av landet, 230 kilometer väster om huvudstaden Baku. Ashagy-Dashagyl ligger 402 meter över havet och antalet invånare är 545.
Terrängen runt Ashagy-Dashagyl är kuperad söderut, men norrut är den platt. Närmaste större samhälle är Oğuz, 13,5 kilometer nordost om Ashagy-Dashagyl. 
Trakten runt Ashagy-Dashagyl består till största delen av jordbruksmark. Runt Ashagy-Dashagyl är det ganska glesbefolkat, med 38 invånare per kvadratkilometer.